# M3UA
M3UA je komunikační protokol patřící do skupiny protokolů SIGTRAN, který umožňuje v telefonních sítích přenášet signalizaci pomocí protokolu IP. M3UA umožňuje, aby pro přenos signalizačních protokolů jako SCCP, ISUP nebo TUP byla používána téměř libovolná síťová technologie, zatímco dříve bylo nutné používat výhradně technologie pro telekomunikace, jako Linky T1, E1 nebo sítě ATM. Tím se výrazně zlepšila škálovatelnost signalizačních sítí.
M3UA znamená MTP Level 3 (MTP3) User Adaptation Layer definovaný pracovní skupinou IETF SIGTRAN v RFC4666 (který nahrazuje a nahrazuje starší verzi RFC3332). M3UA, stejně jako ostatní adaptační protokoly SIGTRAN, využívá pro přenos zpráv mezi síťovými prvky protokol SCTP.

## Implementační schéma

### Typické schéma
```
________                   _________                __________ 
|      |                   |       |                |     MGC|
|  SP  |<----------------->|  SGW  |<---------------|-->(AS) |
|______|     SS7 síť       |_______|     IP síť     |________|
  MTP3
point-code                         společný point-code
   PC1                                    PC2

```

### Použití SGW jako STP
Jednotlivé AS mají vlastní PC a používá SGW jako STP (tranzitní pointcode).
```
________                 _____________               ___________ 
|      |                 |    SGW    |               |      MGC|
|      |                 |           | /-------------|-->(AS)  | point-code PC3
|  SP  |<----------------|-->(STP)<--|-              |         |
|      |                 |           | \-------------|-->(AS)  | point-code PC4
|______|    SS7 síť      |___________|     IP síť    |_________|
  MTP3                    point-code
point-code                   PC2                         
   PC1

```

## Protokol
M3UA používá složitý stavový stroj pro řízení a indikaci v jakém je stavu. Některé M3UA zprávy jsou povinné pro vytvoření M3UA asociace a inicializaci dalších funkcí (ASP UP, ASP UP Acknowledge, ASP Active, ASP Active Acknowledge), další jsou doporučené (Notify, Destination Audits – DAUD).

## Dodatečné informace
Svobodná implementace standardu M3UA je na webu OpenSS7.
Wireshark je dodáván s disektorem pro M3UA. Na wiki stránce Wiresharku lze nalézt ukázku provozu, která ukazuje použití pro přenos ISUP (včetně M3UA).